# Chaetophractus
A Chaetophractus az emlősök (Mammalia) osztályának a páncélos vendégízületesek (Cingulata) rendjébe, ezen belül az övesállatok (Dasypodidae) családjába tartozó nem.
E nem fajait korábban az Euphractus nembe sorolták.

## Rendszerezés
A nembe az alábbi 3 faj tartozik:
- bolíviai szőröstatu (Chaetophractus nationi)
- gyapjas armadilló (Chaetophractus vellerosus)
- sörtés armadilló (Chaetophractus villosus) – típusfaj